# Perak
Perak (en Jawi: ڨيرق) es uno de los 13 estados de Malasia. Es el segundo más grande de la Malasia Peninsular o continental, limitando con Kedah y Tailandia al norte, Penang al noroeste, Kelantan y Pahang al este, Selangor al sur y el estrecho de Malaca al oeste.

## Etimología
El nombre árabe honorífico de este estado es Perak Darul Ridzuan (ڨيرق دار الرّضوان "Tierras de Gracia"), en malayo: Perak significa plata. Este nombre probablemente se debe al color del estaño. Durante la década de 1890, con el depósito aluvial de estaño más importante del mundo, Perak era una de las joyas de la corona del Imperio británico. También, se dice que el nombre proviene del brillo de los peces bajo el agua, que lucían como plata.

## Escudo de armas
El escudo de armas contiene el escudo de armas de la DYMM (Duli Yang Maha Mulia) del sultán de Perak, Malasia. El escudo de armas es un círculo con una media luna que contiene flores de arroz. Simboliza la alteza del sultán. La media luna denota el islam como la religión oficial del Estado, mientras que las flores de arroz reflejan la fuente de dinero para el pueblo de Perak.

## Historia
La leyenda habla de un reino hindú-malayo llamado Gangga Negara en el noroeste de Perak. Descubrimientos arqueológicos indican que Perak ha estado habitado desde tiempos prehistóricos.
La historia moderna de Perak comienza con la caída del Sultanato de Malacca. El hijo mayor del Sultán de Melaka (Sultán Mahmud Shah), Rajá Muzaffar Shah, huyendo de la conquista portuguesa de 1511, estableció su propia dinastía en las orillas del Sungai Perak (Río Perak), en 1528. Al ser Perak un área rica en estaño, era constantemente amenazada por los extranjeros. 
En el siglo XVII Holanda intentó sin éxito monopolizar el comercio del estaño, y construyó fuertes en la desembocadura del río Perak y en la isla Pangkor. Los primeros antecedentes de la llegada de los holandeses a Perak son de hacia 1641, cuando controlaron el estrecho de Malaca para tomar el control del comercio del mineral de estaño y el comercio de especias. Los neerlandeses trataron de monopolizar el comercio del estaño en Perak, influyendo al Sultán Muzaffar Syah, pero no tuvieron éxito. Luego se volvieron hacia Sultanah Tajul Alam Safiatuddin, el sultán de Aceh, solicitándole permiso para el comercio de Perak. Esto obligó al sultán de Perak a firmar el tratado que permitió a los neerlandeses construir sus plantas en Kuala Perak 15 de agosto de 1650, lo que causó descontento entre la aristocracia de Perak.
En 1651 el pueblo de Perak atacó las bases holandesas, que fueron abandonadas. En 1670 volvieron reclamados por las autoridades de Perak, temerosas de una invasión del Reino de Siam. Esta situación se prolongó hasta 1685, con un nuevo ataque, esta vez definitivo. 
Durante el siglo XVIII, los indonesios y los tailandeses intentaron invadir Perak. La intervención británica fue lo único que impidió que el estado fuera anexado a Tailandia. Aunque los británicos en un principio se mantenían reacios a establecer una presencia colonial en Malasia Peninsular, las crecientes inversiones en las minas de estaño atrajeron un gran afluente de chinos, que formaron grupos rivales, aliados con los jefes malayos y los gánsteres locales, y lucharon por el control de las minas. El sultanato de Perak, involucrado en una extensa pelea por la sucesión, no pudo mantener el orden. Fue el Sultán Abdullah quien apoyado por los ingleses se hizo con el poder. A cambio los británicos iniciaban su control sobre Perak, dominio que se prolongó hasta 1957, año en el que la Federación Malaya, de la que es parte Perak, accedió a la independencia.

## Demografía
Actualmente, la población de Perak es de aproximadamente 2 millones de personas. En un momento llegó a ser el estado más poblado de Malasia, pero la disminución de la industria del estaño causó un deterioro económico del que todavía debe recuperarse, y a su vez causó una emigración de mano de obra hacia estados con más crecimiento, como Penang, Selangor o Kuala Lumpur. La composición étnica de la población, según las estimaciones de 2001, es de: 44% de malayos (962.050), 42% de chinos (924.000), 14% de indios (308.600), y otros (50.000).

## Municipios
Perak Moderno está dividido en 9 distritos administrativos o "daerah" en malayo. Estos 9 distritos están divididos en municipios administrativos.
- Kinta- Población:	751,825; Área: 1,958 km².

1. Majlis Bandaraya Ipoh
2. Majlis Daerah Kinta Selatan
3. Majlid Daerah Kinta Barat

- Larut, Matang dan Selama - Población:273,321; Área: 2,103 km².

1. Majlis Perbandaran Taiping (Centro administrativo)
2. Majlis Daerah Selama (Parte norte del distrito administrativo)

- Hilir Perak- Población: 191,098; Área: 1,727 km².

1. Majlis Perbandaran Teluk Intan (Majlis Daerah Hilir Perak)

- Manjung- Población: 191,004; Área: 1,168 km².

1. Majlis Perbandaran Manjung (Majlis Daerah Manjung)

- Batang Padang- Población:152,137; Área: 2,730 km².

1. Majlis Daerah Tapah
2. Majlis Daerah Tanjong Malim

- Kerian- Población: 52,651; Área: 938 km².

1. Majlis Daerah Kerian

- Kuala Kangsar- Población: 154,048; Área: 2,541 km².

1. Majlis Perbandaran Kuala Kangsar (Majlis Daerah Kuala Kangsar)

- Hulu Perak- Población: 82,195; Área: 6,558 km².

1. Majlis Daerah Gerik
2. Majlis Daerah Pengkalan Hulu
3. Malis Daerah Lenggong

- Perak Tengah- Población: 82,103; Área: 1,282 km²

1. Majlis Daerah Perak Tengah

Estos distritos están divididos en ciudades que son políticamente más significativos. Las principales ciudades en Perak son:
1. Ipoh
2. Taiping
3. Teluk Intan
4. Sungai Siput
5. Kuala Kangsar
6. Lumut
7. Batu Gajah
8. Tanjung Malim

## Economía
Históricamente dominada por el caucho y la extracción del estaño, la economía de Perak sufrió gravemente con la caída de esas industrias. Recientemente se han hecho esfuerzos para cambiar la economía basada en una sola producción hacia una industrial/manufacturera.